# 103-я танковая бригада
103-я танковая Севская Краснознамённая орденов Кутузова и Богдана Хмельницкого бригада — танковая бригада Красной армии в годы Великой Отечественной войны.

## История
Сформирована на базе 119-го отдельного танкового батальона в марте 1942 в г. Вологда как 103-я танковая бригада. В неё вошли 119-й, 420-й танковые, 103-й мотострелково-пулемётный батальоны и ряд других частей. Была включена в 3-й танковый (с 20 ноября 1944 года 9-й гвардейский танковый) корпус. В составе этого корпуса, который входил в 61-ю армию Западного фронта, впервые вступила в бой в начале июля 1942 года севернее г. Болхов.
Во 2-й половине августа во взаимодействии с другими соединениями отражала наступление 3-й танковой армии противника на сухиничском направлении.
В сентябре выведена в резерв Ставки, с января 1943 года вновь включена в действующую армию. В январе — феврале бригада успешно вела боевые действия в наступательной операции Юго-Западного фронта в Донбассе, в ходе которой освободила г. Краматорск (5 февраля 1943 года).
Во 2-й половине февраля — начале марта участвовала в отражении контрнаступления немецко-фашистских войск под Харьковом. С конца марта вместе с другими соединениями и частями 3-го танкового корпуса находилась в резерве Ставки ВГК, а в начале мая 1943 включена в состав 2-й танковой (с 20 ноября 1944 года 2-я гвардейская танковая) армии, в которой действовала до конца войны.
Отважно сражались воины танковой бригады в Курской битве. Во взаимодействии с частями 307-й стрелковой дивизии, 51-й танковой бригады и ряда артиллерийских соединений они отразили многократные ожесточённые атаки крупных сил танков и пехоты противника в районе Понырей.
Высокое воинское мастерство показал личный состав бригады в Орловской и Черниговско-Припятской наступательных операциях.
За умелые действия, способствовавшие освобождению войсками 60-й армии г. Севск (27 авг.), бригаде было присвоено почётное наименование «Севской» (31 августа 1943 года).
В начале сентября вместе с корпусом и армией выведена в резерв Ставки ВГК, в середине января 1944 года передана 1-му Украинскому фронту. В январе — феврале принимала участие в Корсунь-Шевченковской наступательной операции 1-го Украинского фронта, а в марте — апреле — в Уманско-Ботошанской наступательной операции 2-го Украинского фронта.
За образцовое выполнение заданий командования при освобождении г. Умань (10 марта) награждена орденом Красного Знамени (19 марта 1944 года).
За образцовое выполнение заданий командования при форсировании Днестра, овладении городом и важным железнодорожным узлом Бельцы, выход на государственную границу с Румынией и проявленные при этом доблесть и мужество награждена орденом Богдана Хмельницкого 2-й степени (8 апреля 1944 года).
Летом 1944 года бригада участвовала в Люблин-Брестской наступательной операции 1-го Белорусского фронта и за отличия в боях при освобождении польского г. Демблин (25 июля) награждена орденом Кутузова 2-й степени (9 августа 1944 года).
За умелое выполнение боевых задач в боях с немецко-фашистскими захватчиками и проявленные личным составом стойкость, решительность, дисциплину и организованность удостоена гвардейского звания и преобразована в 65-ю гвардейскую танковую бригаду (1 декабря 1944 года).

Боевой путь завершила как 65-я гвардейская танковая Севско-Померанская ордена Ленина Краснознамённая орденов Суворова, Кутузова и Богдана Хмельницкого бригада
.
Согласно приказу НКО № 0013 от 10 июня 1945 г. бригада переформирована в 65-й гвардейский танковый полк 9-й гв. тд, позднее 16-й гв. тд.

## Состав
- Бригада формировалась по штату № 010/345 от 16 февраля 1942 г.:
- Управление бригады
- 119-й отд. танковый батальон
- 420-й отд. танковый батальон
- 103-й мотострелково-пулемётный батальон
- зенитная батарея
- противотанковая батарея
- рота технического обеспечения
- 03.09.1943 - 04.01.1944 была переформирована по штатам № 010/500-010/506.
- рота управления
- 1-й отд. танковый батальон (до 2.06.1944 - 119-й отд. танковый батальон)
- 2-й отд. танковый батальон (до 2.06.1944 - 420-й отд. танковый батальон)
- 3-й отд. танковый батальон
- моторизованный батальон автоматчиков
- зенитно-пулемётная рота

## Подчинение
| Вышестоящие воинские части 103-й танковой бригады | Вышестоящие воинские части 103-й танковой бригады | Вышестоящие воинские части 103-й танковой бригады | Вышестоящие воинские части 103-й танковой бригады | Вышестоящие воинские части 103-й танковой бригады |
| Дата                                              | Фронт (округ)                                     | Армия                                             | Корпус                                            |                                                   |
| ------------------------------------------------- | ------------------------------------------------- | ------------------------------------------------- | ------------------------------------------------- | ------------------------------------------------- |
| 01.04.1942 года                                   | Архангельский военный округ                       |                                                   |                                                   |                                                   |
| 01.05.1942 года                                   | Резерв Ставки ВГК                                 |                                                   |                                                   |                                                   |
| 01.06.1942 года                                   | Брянский фронт                                    |                                                   | 3-й танковый корпус                               |                                                   |
| 01.07.1942 года                                   | Западный фронт                                    | 61-я армия                                        | 3-й танковый корпус                               |                                                   |
| 01.10.1942 года                                   | Московский военный округ                          |                                                   | 3-й танковый корпус                               |                                                   |
| 01.11.1942 года                                   | Резерв Ставки ВГК                                 |                                                   | 3-й танковый корпус                               |                                                   |
| 01.12.1942 года                                   | Резерв Ставки ВГК                                 | 3-я танковая армия                                | 3-й танковый корпус                               |                                                   |
| 01.01.1943 года                                   | Резерв Ставки ВГК                                 |                                                   | 3-й танковый корпус                               |                                                   |
| 01.02.1943 года                                   | Юго-Западный фронт                                |                                                   | 3-й танковый корпус                               |                                                   |
| 01.04.1943 года                                   | Резерв Ставки ВГК                                 |                                                   | 3-й танковый корпус                               |                                                   |
| 01.05.1943 года                                   | Центральный фронт                                 | 2-я танковая армия                                | 3-й танковый корпус                               |                                                   |
| 01.10.1943 года                                   | Резерв Ставки ВГК                                 | 2-я танковая армия                                | 3-й танковый корпус                               |                                                   |
| 01.02.1944 года                                   | 1-й Украинский фронт                              | 2-я танковая армия                                | 3-й танковый корпус                               |                                                   |
| 01.03.1944 года                                   | 2-й Украинский фронт                              | 2-я танковая армия                                | 3-й танковый корпус                               |                                                   |
| 01.07.1944 года                                   | 1-й Белорусский фронт                             | 2-я танковая армия                                | 3-й танковый корпус                               |                                                   |
| 01.10.1944 года                                   | Резерв Ставки ВГК                                 | 2-я танковая армия                                | 3-й танковый корпус                               |                                                   |
| 01.11.1944 года                                   | 1-й Белорусский фронт                             | 2-я танковая армия                                | 3-й танковый корпус                               |                                                   |

Периоды вхождения в состав действующей армии:
- с 06.05.1942 по 03.09.1942
- с 17.01.1943 по 09.04.1943
- с 06.05.1943 по 02.09.1943
- с 18.01.1944 по 05.09.1944
- с 30.10.1944 по 20.11.1944

## Командиры

### Командиры бригады
- с 31.03.1942 по  27.07.1943 — Максимов, Георгий Максимович, подполковник, с 14.09.1942 полковник
- с 28.07.1943 по  06.03.1944 — Халаев, Александр Иванович, подполковник
- с 06.03.1944 по  25.06.1944 — Макаров, Василий Иосифович, подполковник
- с 26.06.1944 по  24.08.1944 — Куриленко, Иван Васильевич, подполковник
- с 25.08.1944 по  21.11.1944 — Потапов, Иван Тимофеевич, полковник

### Начальники штаба бригады
- с 05.02.1942 по  01.03.1943 — Кокурин Георгий Алексеевич, майор
- с 03.1943 по 06.1943 — Раков Сергей Афанасьевич, майор
- с 06.06.1943 по 02.1944 — Новиков Вячеслав Степанович, майор
- с 02.1944 по  20.11.1944 — Клименко Михаил Фёдорович, подполковник

### Военные комиссары бригады
(с 09.10.1942 г. - заместители командира бригады по политической части)
- с 19.03.1942 по 14.04.1942 — Калашников Пётр Иванович, ст. батальон. комиссар
- с 14.04.1942 по 19.06.1943 — Белов Александр Михайлович, ст. батальон. комиссар, с 08.12.1942 - подполковник

### Начальник политотдела
(с июня 1943 г. - заместитель командира по политической части)
- с 19.03.1942 по 27.08.1942 — Богданов Михаил Михайлович, ст. батальон. комиссар, с 16.07.1942 - полковой комиссар
- с 27.08.1942 по 19.06.1943 — Хирный Василий Александрович, батальон. комиссар, с 05.11.1942 - майор
- с 19.06.1943 по 07.09.1944 — Владимиров Алексей Владимирович, подполковник
- с 07.09.1944 по 20.11.1944 — Сергеев Борис Александрович, майор, с 24.10.1944 - подполковник

## Награды и наименования
| Награда, наименование                 | Дата                 | За что получена |
| ------------------------------------- | -------------------- | --- |
| «Севская»                             | 31 августа 1943 года | В ознаменование одержанной победы и отличие в боях под Севском.Приказ Верховного Главнокомандующего от 31 августа 1943 года.                                                                                  |
| Орден Красного Знамени                | 19 марта 1944 года   | За образцовое выполнение заданий командования в боях с немецкими захватчиками, за освобождение города Умани и проявленные при этом доблесть и мужество.                                                       |
| Орден Богдана Хмельницкого II степени | 8 апреля 1944 года   | За образцовое выполнение заданий командования при форсировании Днестра, овладении городом и важным железнодорожным узлом Бельцы, выход на государственную границу и проявленные при этом доблесть и мужество. |
| Орден Кутузова II степени             | 9 августа 1944 года  | За образцовое выполнение заданий командования в боях с немецкими захватчиками, за овладение городом Демблин и проявленные при этом доблесть и мужество.                                                       |
| Гвардейская                           | 1 декабря 1944 года  | За отважные и умелые действия личного состава в боях с немецкими захватчиками. |

## Отличившиеся воины
- Блинов, Константин Минаевич, младший лейтенант, командир танка 119 танкового батальона.Погиб в бою 12 июля 1943 года.